# Église Saint-Pierre-ès-Liens de Martignac
L'église Saint-Pierre-ès-Liens de Martignac est une église catholique située à Puy-l'Évêque, en France.

## Localisation
L'église est située dans le département français du Lot, à Martignac, sur le territoire de la commune de Puy-l'Évêque.

## Historique
L'église est un édifice roman du XIIe siècle. Elle est citée dans plusieurs documents du XIIIe siècle. Elle a alors comme annexe l'église Saint-Martin de Mazières ou de Perricard, à Montayral. 
L'église était peut-être à l'origine couverte d'un simple plafond, qui est remplacé par une voûte d'arêtes au XVe siècle. L'abside a conservé deux fenêtres, mais celle située au sud a été agrandie au XVe siècle. 
La différence d'appareil entre les murs de la nef et du clocher-mur fait supposer que ce dernier a été construit postérieurement, au XIIIe siècle ou au XIVe siècle. Il a été remanié à la fin du XVe siècle quand sa face est a été fermée par un pan de bois.
La sacristie a été ajoutée au XIXe siècle sur le flanc nord. Le portail sud porte l'inscription : « RESTAURÉE SOUS L'ADMINISTRATION [de] MR MERCIÉ EN 1863 ».
L'édifice a été classé au titre des monuments historiques le 9 juillet 1943.
Une statue de saint Pierre est référencée dans la base Palissy.

## Description
Comme de nombreuses églises rurales du XIIe siècle, celle de Martignac a été construite sur un plan simple avec un chœur semi-circulaire en cul-de-four et une nef sans chapelle latérale.

## Peintures murales
L'église est réputée pour d'exceptionnelles peintures murales réalisées à la fin du XVe siècle. Elles ont été découvertes en 1938 par M. Cassagne, curé-doyen de Puy-l'Évêque. 
Cet ensemble s'inscrit dans un mouvement d'activité artistique importante après la guerre de Cent Ans dont il y a encore de nombreuses traces dans le Lot : cathédrale de Cahors, chapelle Saint-André des Arques, à la Masse ou à Rampoux, Soulomès, Tauriac ou encore Lunegarde.
Les peintures de Martignac ont pour but d'assurer une catéchèse pour une population sortant de la guerre et largement analphabète. Le programme iconographique de ces peintures s'articule autour du salut de l'âme.
Sur le cul-de-four de l'abside est représenté le Dieu en Majesté entouré du Tétramorphe symbolisant les Évangélistes avec leurs noms dans des phylactères surmontant la représentation des Vertus, quatre vertus cardinales et trois vertus théologales, et une Mise au tombeau.
Sur le mur nord de la nef sont représentés le sept Péchés capitaux et le Jugement dernier en deux registres superposés.
Sur le mur sud de la nef, sont représentés saint Michel et le Purgatoire, le Paradis où des âmes sauvées du Purgatoire sont amenées à saint Pierre qui garde la porte de la Jérusalem céleste, à côté d'un Couronnement de la Vierge rappelant le rôle de la Vierge dans le salut des âmes et le vision béatifique. Le Purgatoire qui était représenté dans la partie inférieure a pratiquement disparu.

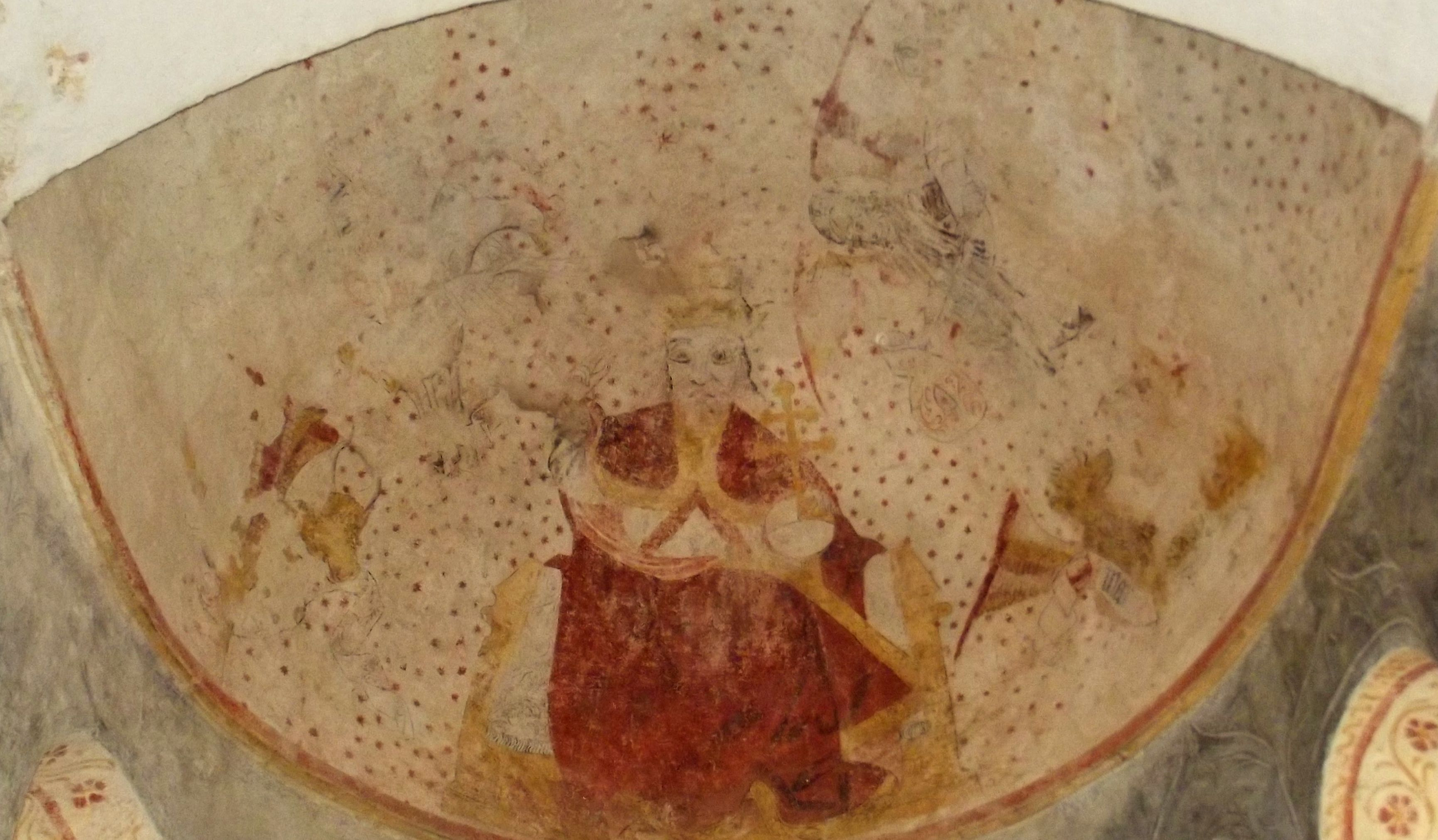
Dieu en Majesté entouré des Évangélistes.
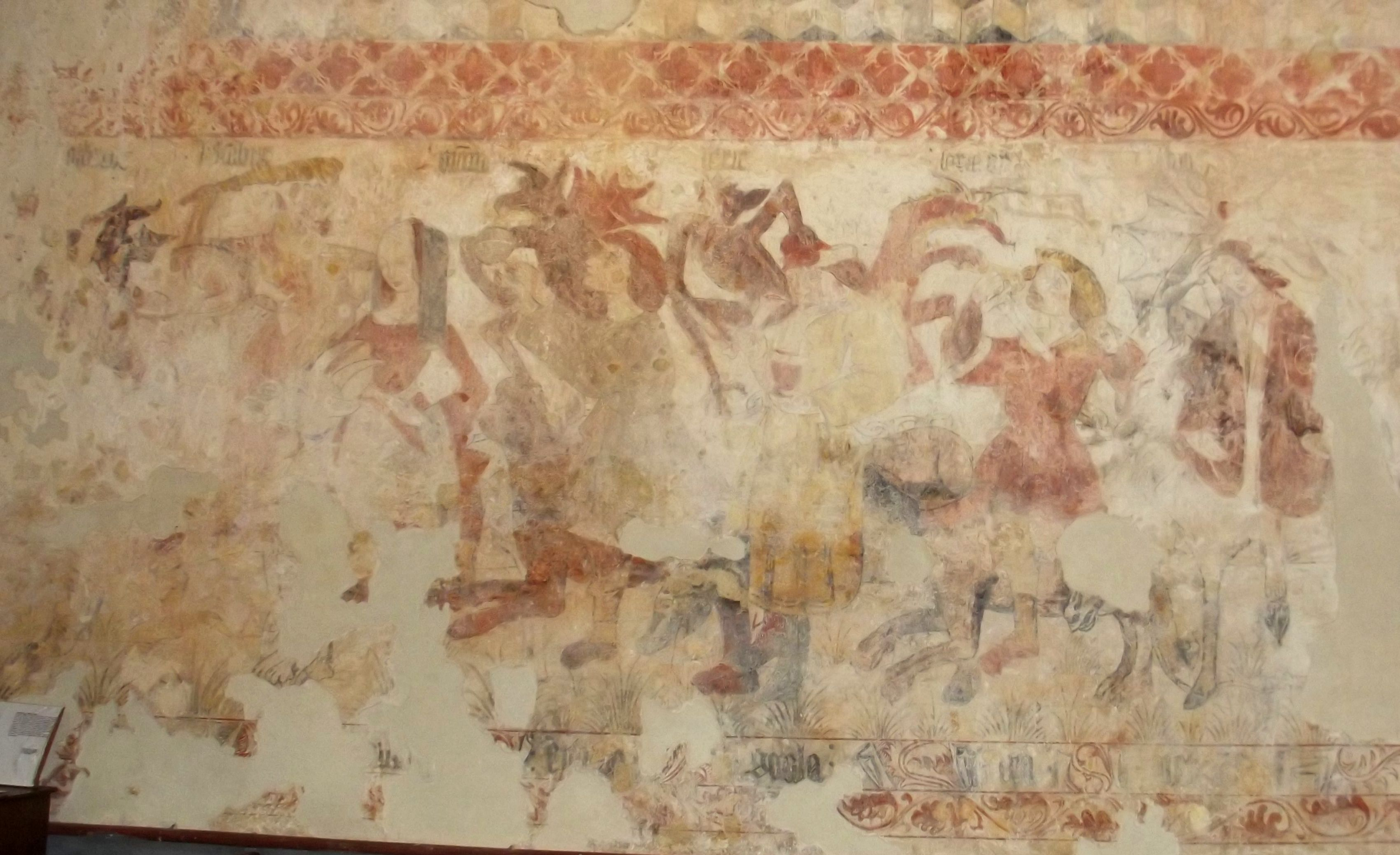
Les sept Péchés capitaux (registre inférieur du mur nord).
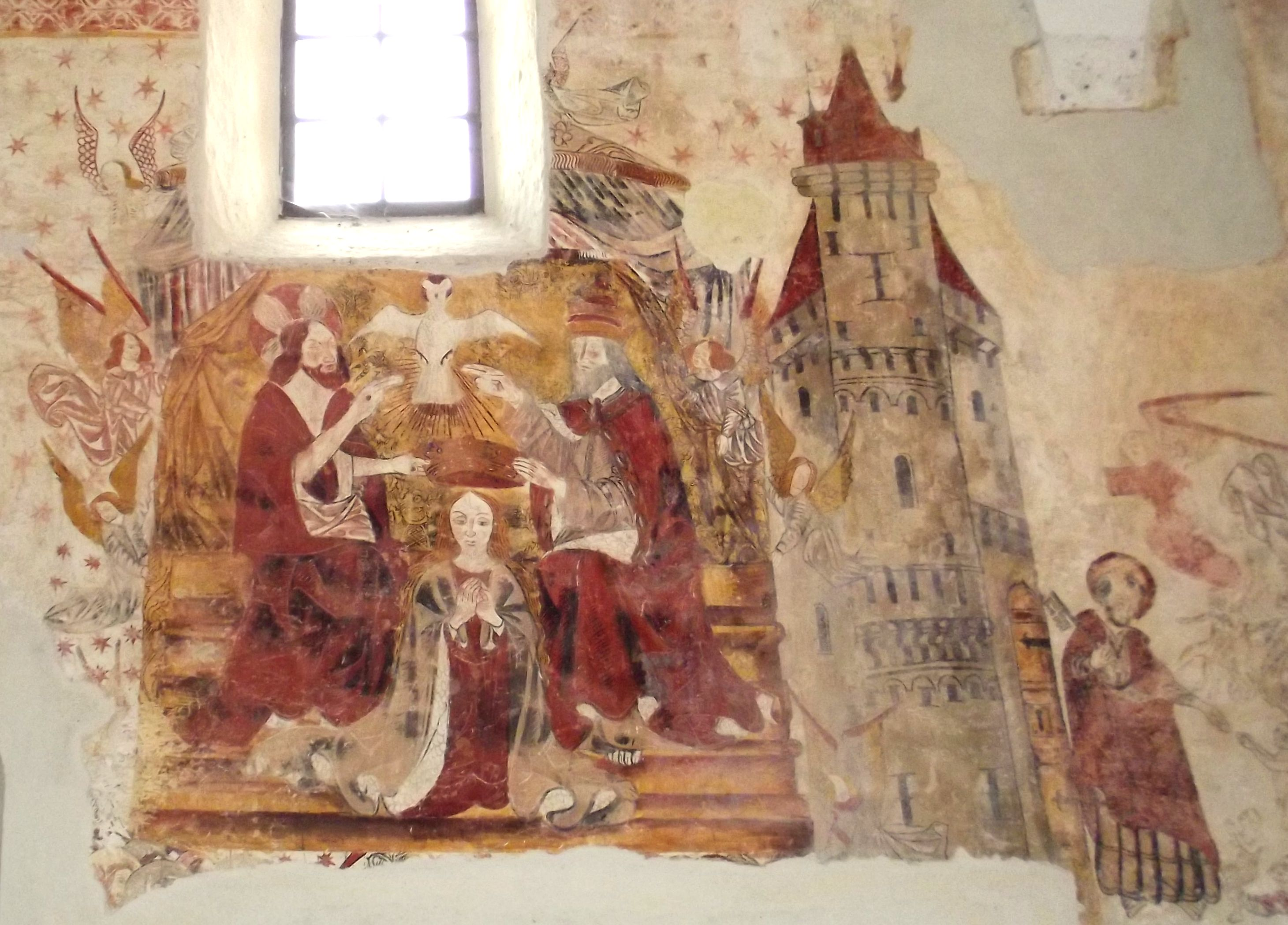
Couronnement de la Vierge (mur sud).